# 高槻市
高槻市（日语：／ Takatsuki shi */?）是位於日本大阪府北部的城市，地處近畿地方兩大都市大阪與京都之間，因此成為這兩座城市的通勤城市，其市章也融合了這兩個城市的市章。轄區呈東西狹長，南北較寬，北部為北攝山地，約占全市面積三分之一，南側屬於近畿平原，以淀川為南界；主要市區位於南側平原區域的芥川周邊，

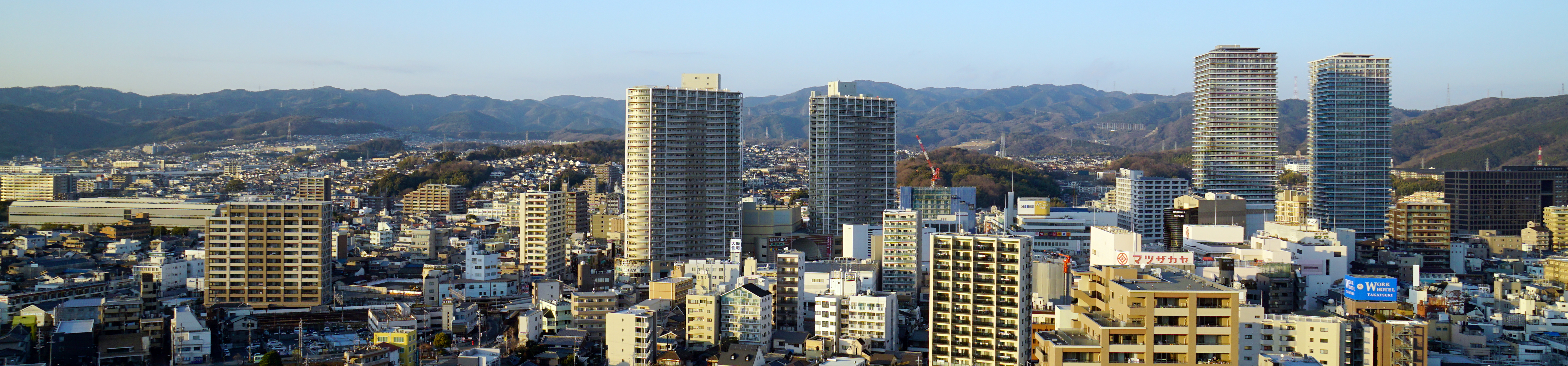
高槻市中心天際線。後方山脈為北攝山地。

## 歷史
根據本地考古遺跡資料，在兩萬年前即有人類在此生活，西元前三世紀時開始在此種植稻作。
13世紀之前該地地名稱為「高月」，後改為同音的「高槻」。在令制國時代，本地大多數區域屬於攝津國島上郡，僅北部樫田地區屬於山城國桑田郡；16世紀曾先後成為三好長慶和高山右近的據點，也因為高山右近是為吉利支丹大名，當時此地受天主教影響很深。
江戶時代大部分區域成為高槻藩領地，高槻藩在江戶時代初期曾被多次轉封，但歷任藩主皆為譜代大名，最終在1649年後由永井氏治理直到江戶時代結束；除高槻藩領地外，北部屬於山城國的區域則為丹波龜山藩領地，其他另有少部分區域分屬幕府直屬、旗本、加納藩、公家、寺社領；19世紀末明治維新後，這些區域曾先後隸屬大阪府司農局、大阪府北司農局、京都府、攝津縣、豊崎縣、兵庫縣、高槻縣、加納縣、龜岡縣，1871年第一次府縣整併後，南部區域被整併至大阪府，北部原屬山城國的區域則併至京都府。
1889年實施町村制後，現在的高槻市在當時分屬：富田村、如是村、三箇牧村、高槻村、大冠村、五領村、清水村、芥川村、磐手村、阿武野村、樫田村共11個村，其中樫田村屬於京都府，其他行政區劃屬於大阪府；高槻村先在1898年升格為高槻町，接著在1930年代先後併入周邊五個行政區劃後，於1943年升格為高槻市。在1950年代又陸續將其餘五個行政區劃併入，形成現在的高槻市的範圍。其中比較特殊的是於1958年併入的樫田村過去原本屬於京都府，但由於地形因素，樫田村內的河川大多是直接往南流向屬於大阪府，造成本地的水利規劃常遭到京都府政府的忽略，因此當地有高達八成的居民贊成併入大阪府的高槻市，也成為日本少見市町村跨境合併的案例。
日本在1996年開始實施中核市的制度後，高槻市在2003年升格為中核市。

### 變遷表
| 1889年4月1日 | 1889年 - 1912年       | 1912年 - 1944年       | 1912年 - 1944年         | 1912年 - 1944年      | 1945年 - 1954年          | 1955年 - 1988年          | 1989年 - 現在 | 現在   |
| ------------ | --------------------- | --------------------- | ----------------------- | -------------------- | ------------------------ | ------------------------ | ------------- | ------ |
| 高槻村       | 1898年10月14日 高槻町 | 1898年10月14日 高槻町 | 1898年10月14日 高槻町   | 1943年1月1日 高槻市  | 1943年1月1日 高槻市      | 高槻市                   | 高槻市        | 高槻市 |
| 芥川村       | 芥川村                | 1929年1月1日 芥川町   | 1931年1月1日 并入高槻町 | 1943年1月1日 高槻市  | 1943年1月1日 高槻市      | 高槻市                   | 高槻市        | 高槻市 |
| 大冠村       |                       |                       | 1931年1月1日 并入高槻町 | 1943年1月1日 高槻市  | 1943年1月1日 高槻市      | 高槻市                   | 高槻市        | 高槻市 |
| 清水村       |                       |                       | 1931年1月1日 并入高槻町 | 1943年1月1日 高槻市  | 1943年1月1日 高槻市      | 高槻市                   | 高槻市        | 高槻市 |
| 磐手村       |                       |                       | 1931年1月1日 并入高槻町 | 1943年1月1日 高槻市  | 1943年1月1日 高槻市      | 高槻市                   | 高槻市        | 高槻市 |
| 如是村       | 如是村                | 如是村                | 1934年9月1日 并入高槻町 | 1943年1月1日 高槻市  | 1943年1月1日 高槻市      | 高槻市                   | 高槻市        | 高槻市 |
| 阿武野村     | 阿武野村              | 阿武野村              | 阿武野村                | 阿武野村             | 1948年1月1日 并入高槻市  | 高槻市                   | 高槻市        | 高槻市 |
| 五领村       | 五领村                | 五领村                | 五领村                  | 五领村               | 1950年11月1日 并入高槻市 | 高槻市                   | 高槻市        | 高槻市 |
| 三个牧村     | 三个牧村              | 三个牧村              | 三个牧村                | 三个牧村             | 三个牧村                 | 1955年4月3日 并入高槻市  | 高槻市        | 高槻市 |
| 富田村       | 富田村                | 1925年11月1日 富田町  | 1925年11月1日 富田町    | 1925年11月1日 富田町 | 1925年11月1日 富田町     | 1956年9月30日 并入高槻市 | 高槻市        | 高槻市 |

## 行政

### 歴任市長
| 屆    | 姓名         | 上任日期       | 卸任日期       |
| ----- | ------------ | -------------- | -------------- |
| 1     | 礒村彌右衞門 | 1943年2月19日  | 1945年10月25日 |
| 2     | 中井啓吉     | 1945年11月20日 | 1946年11月15日 |
| 3     | 古田誠一郎   | 1947年4月19日  | 1950年2月8日   |
| 4-5   | 阪上安太郎   | 1950年3月21日  | 1958年3月20日  |
| 6-7   | 鈴木定次郎   | 1958年3月21日  | 1966年3月20日  |
| 8-10  | 吉田得三     | 1966年3月21日  | 1976年3月18日  |
| 11-12 | 西島文年     | 1976年4月18日  | 1984年4月17日  |
| 13-16 | 江村利雄     | 1984年4月18日  | 1999年4月30日  |
| 17-19 | 奧本務       | 1999年5月1日   | 2011年4月30日  |
| 20-23 | 濱田剛史     | 2011年5月1日   | 現任           |

## 交通
西日本旅客鐵道的JR京都線和阪急電鐵的京都本線以東北－西南方向通過轄區南部的主要市區，往南可接大阪市市區，往北可至京都市。高槻車站和高槻市車站分別為兩條路線的主要車站，這兩個車站相距僅約500公尺。
東海道新幹線也沿著相同的方向通過轄內，但在轄內並未設有車站。
公路方面，連結日本中部地方和關西地方的名神高速公路也通過轄內，設有高槻系統交流道，同時新名神高速公路也將通過此交流道，在此與名神高速公路交會。
轄內的巴士路線主要由市營的高槻市營巴士所負責，另外阪急巴士和京阪巴士也有經營跨城市的路線客運。

### 鐵路
西日本旅客鐵道（JR西日本）
- JR京都線：（←島本町） - 高槻站 - 攝津富田站 - （茨木市→）

阪急電鐵
- 京都本線：（←茨木市） - 富田站 - 高槻市站 - 上牧站 - （島本町→）

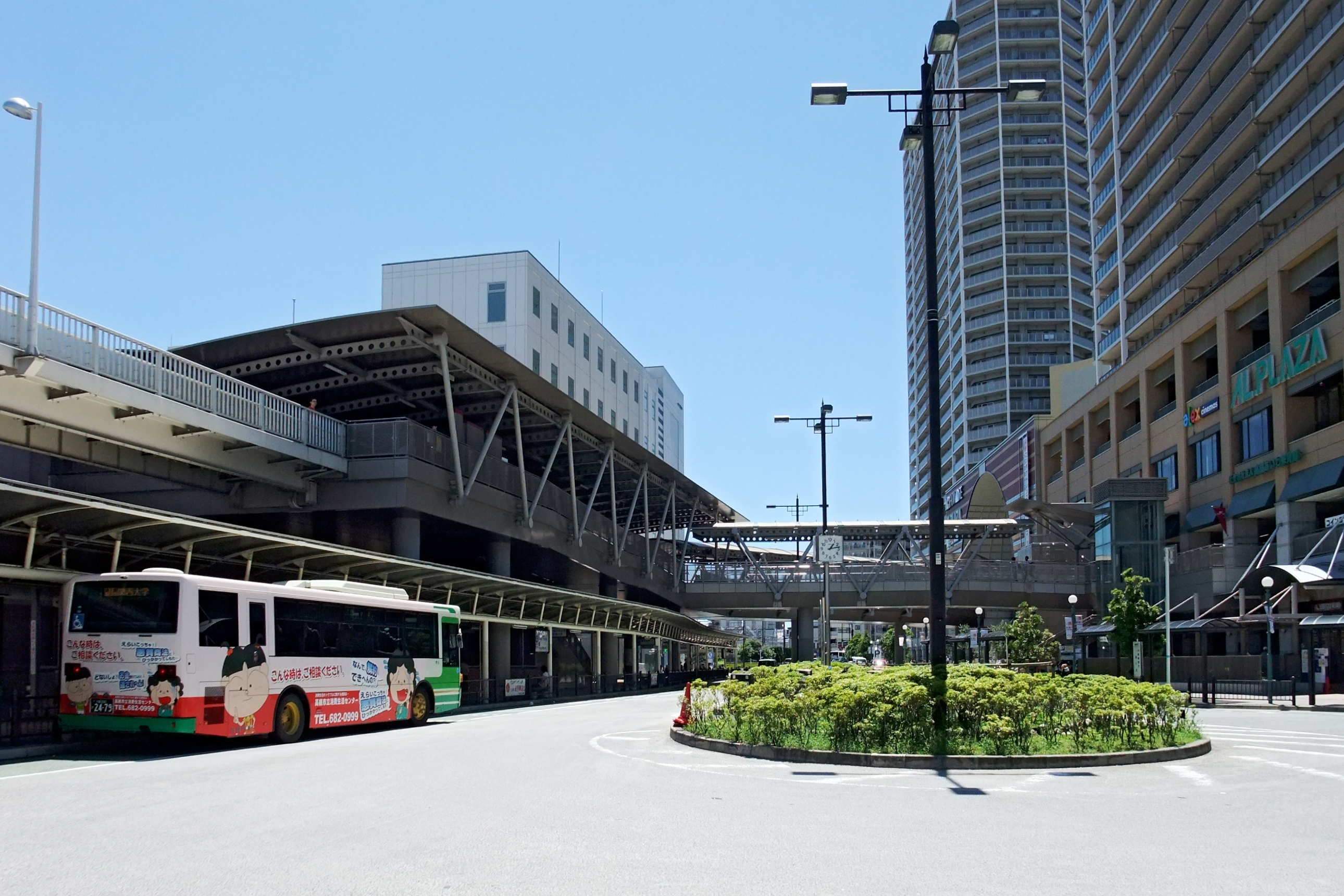
高槻車站北口
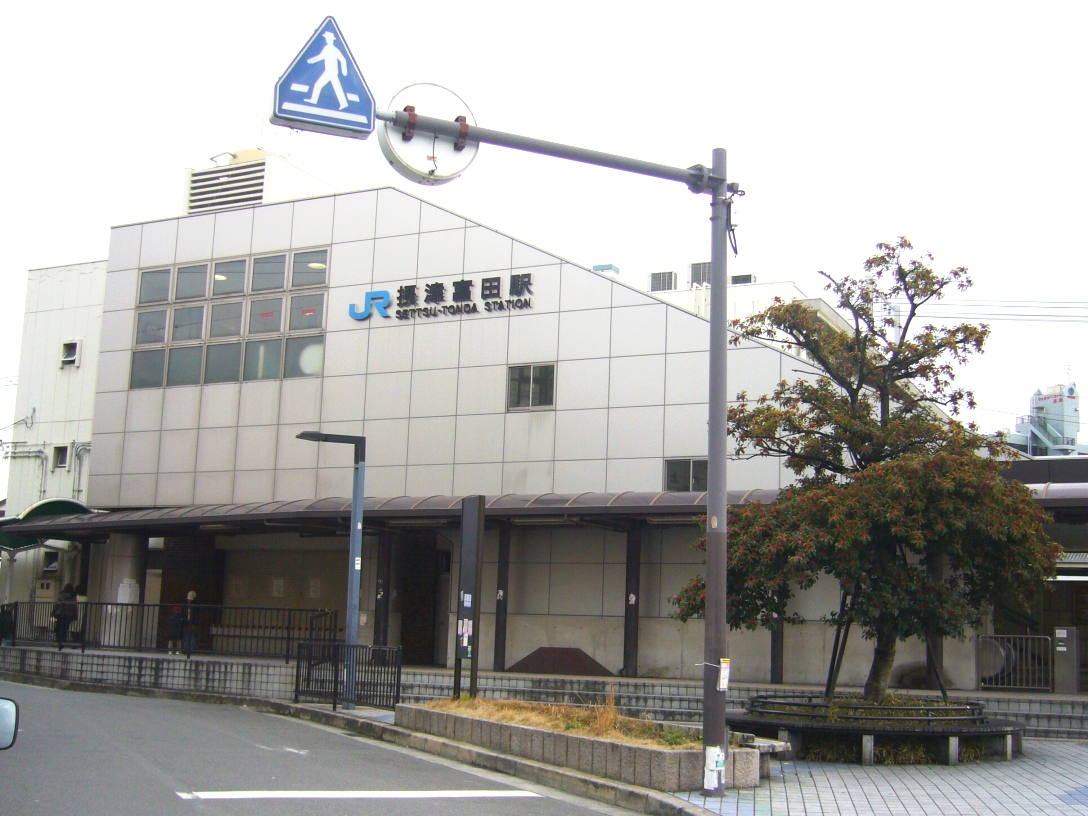
攝津富田車站
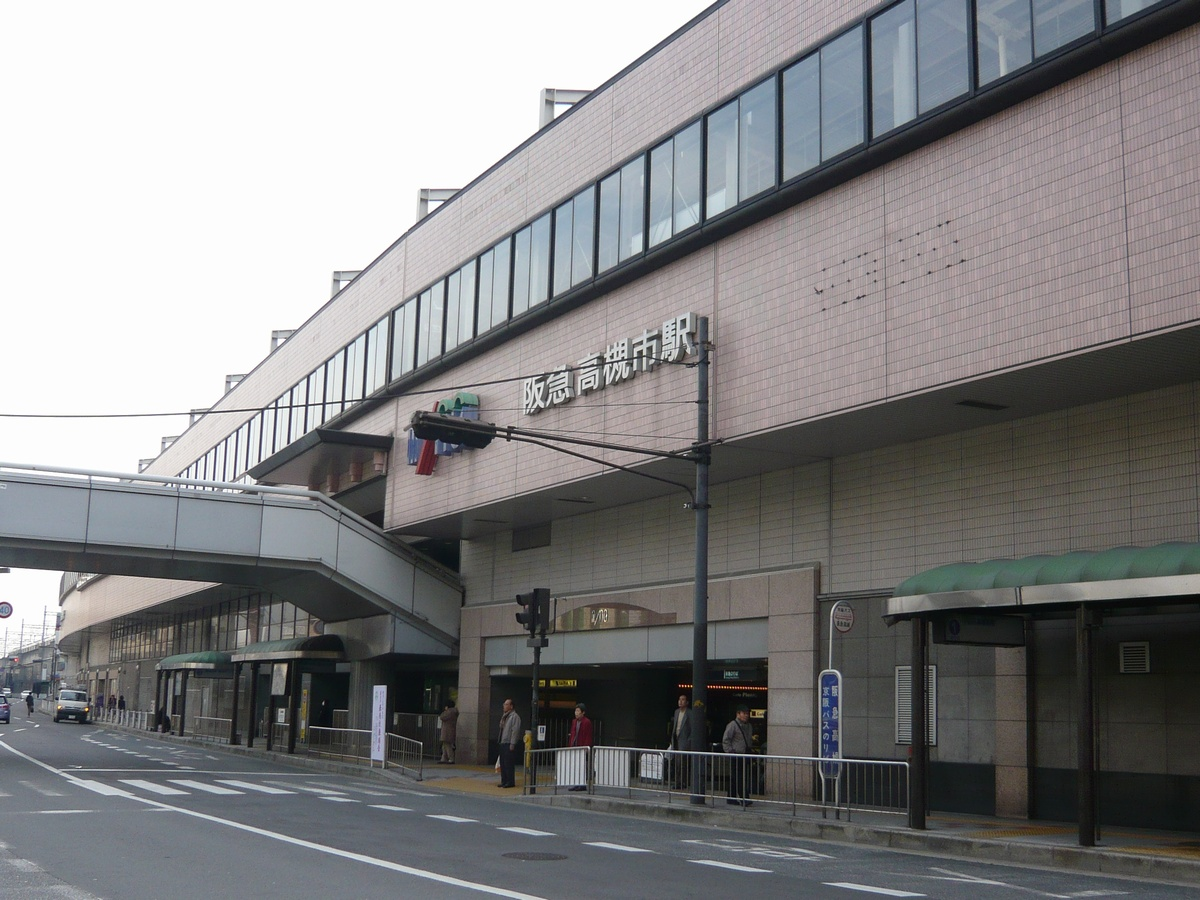
高槻市車站
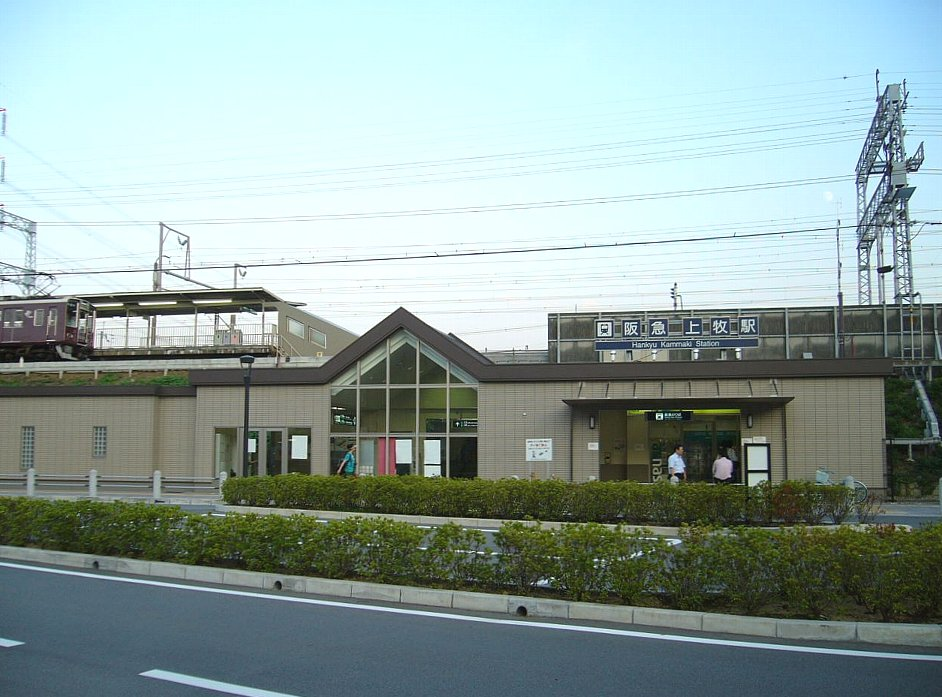
上牧車站

### 公路
- 名神高速公路：（島本町） - 高槻系統交流道 - （茨木市）

## 觀光資源
北部山區有部分區域被劃入大阪府立北攝自然公園，另外還有攝津峽、攝津峽溫泉、高槻森林觀光中心、高槻樫田溫泉等景點；在南部區旁淀川沿岸區域則被劃為淀川河川公園。

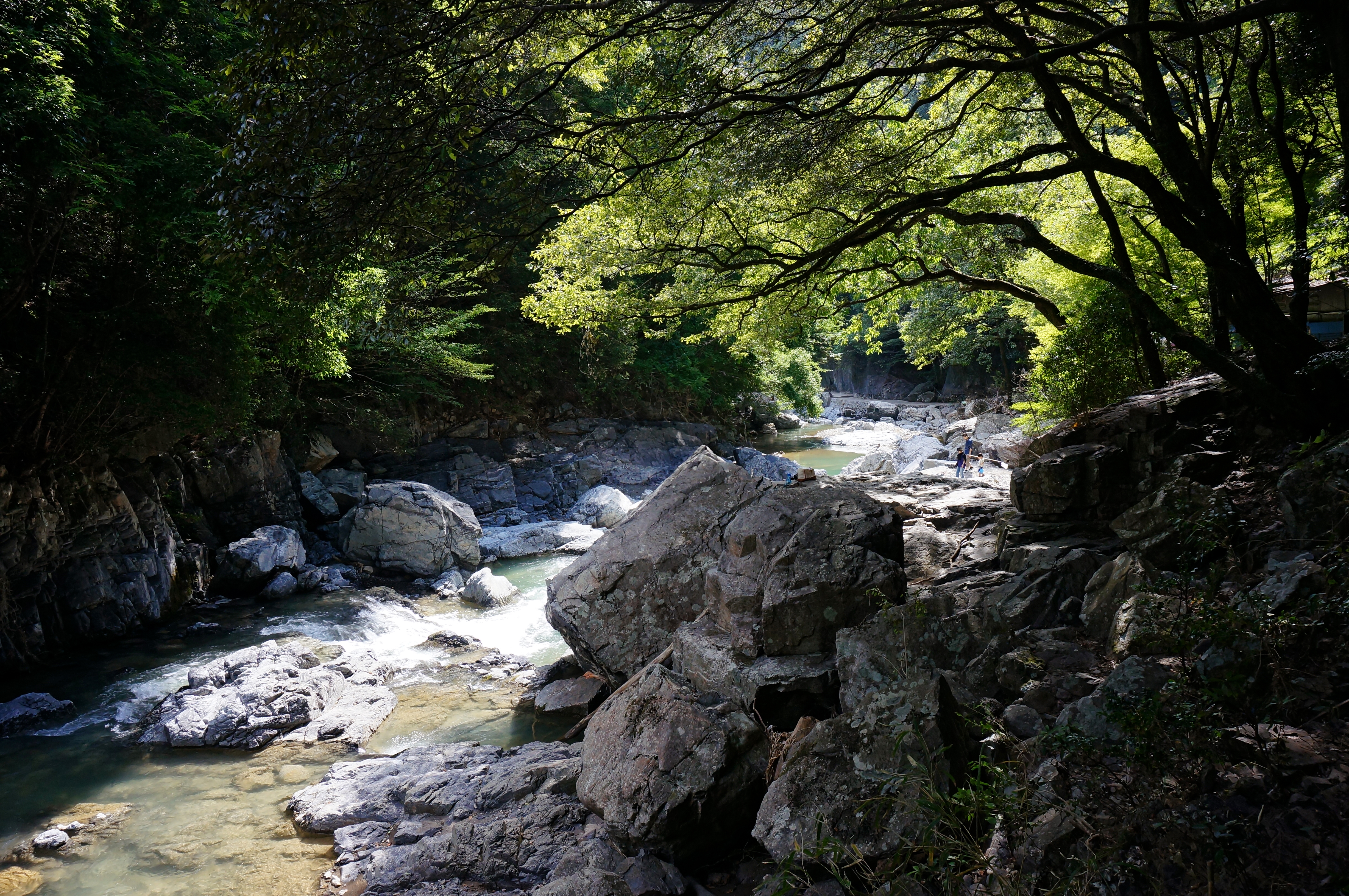
攝津峽
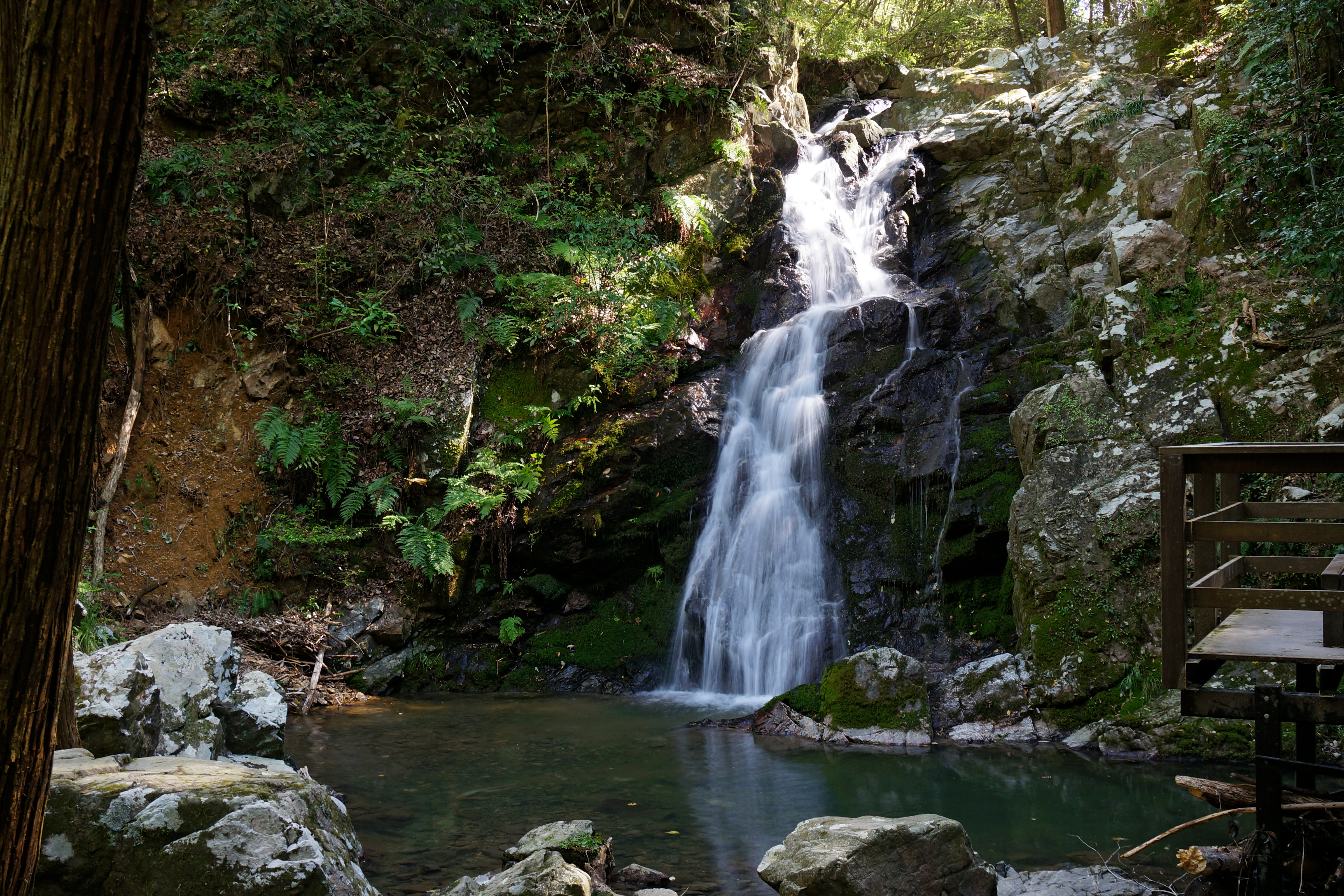
攝津峽
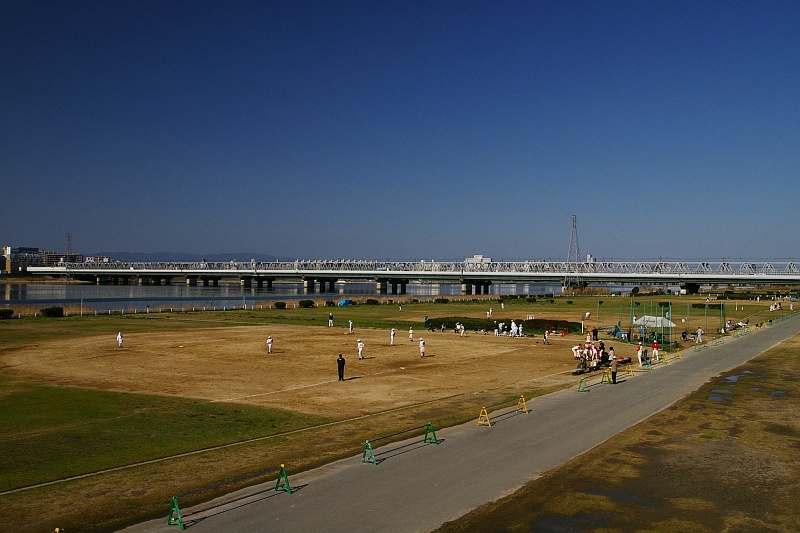
淀川河川公園
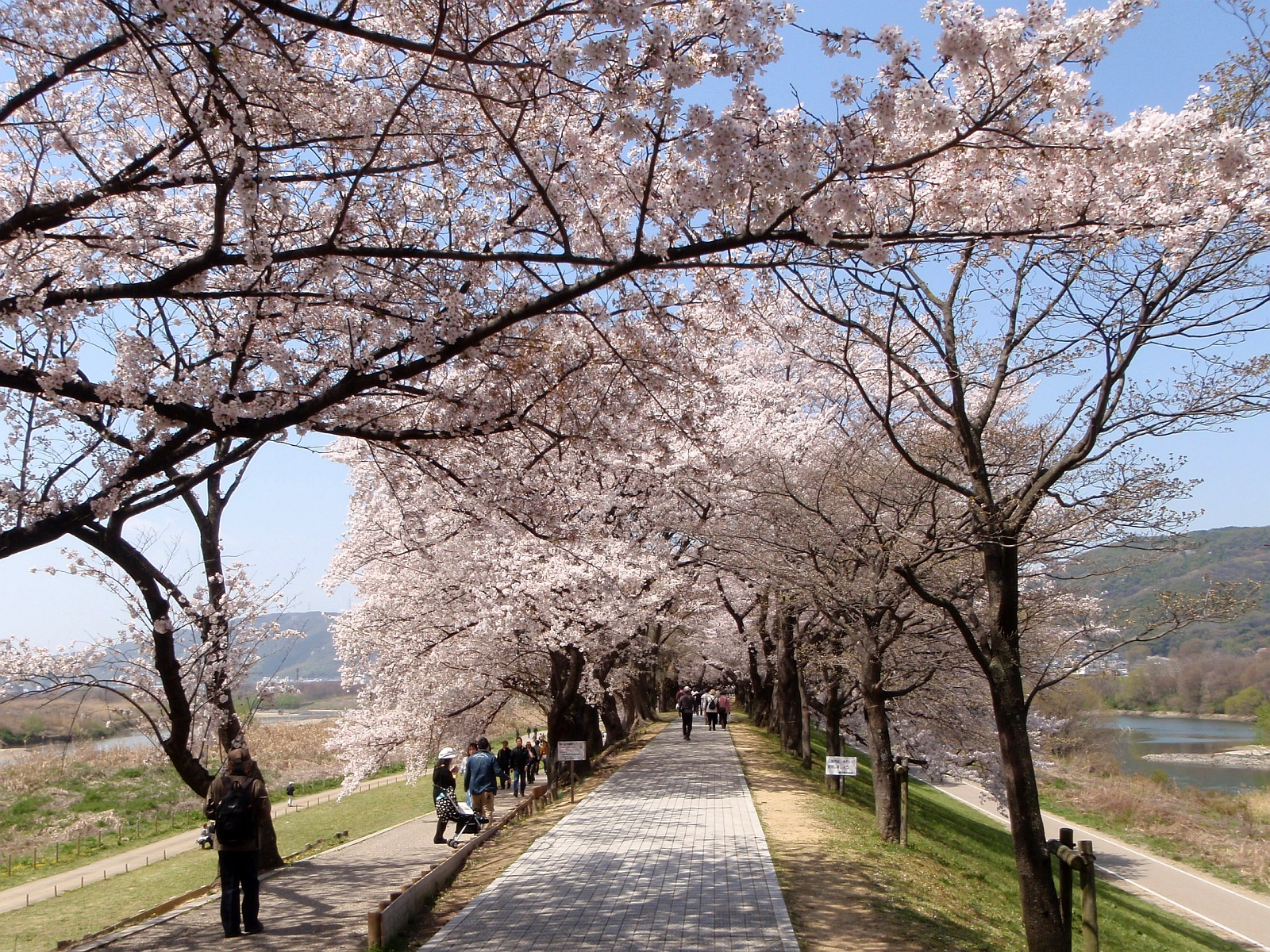
淀川河川公園

## 教育

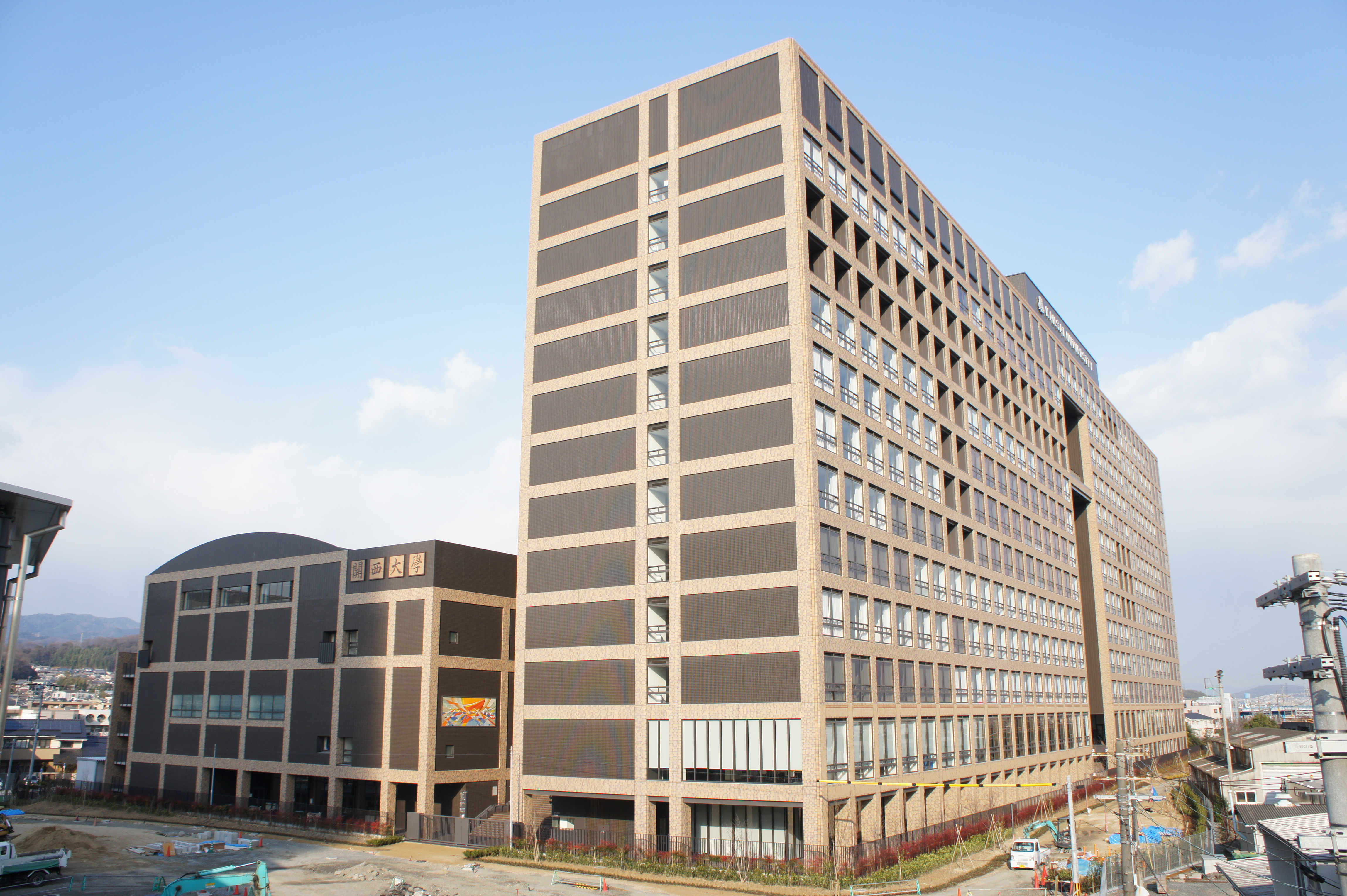
關西大學高槻校區

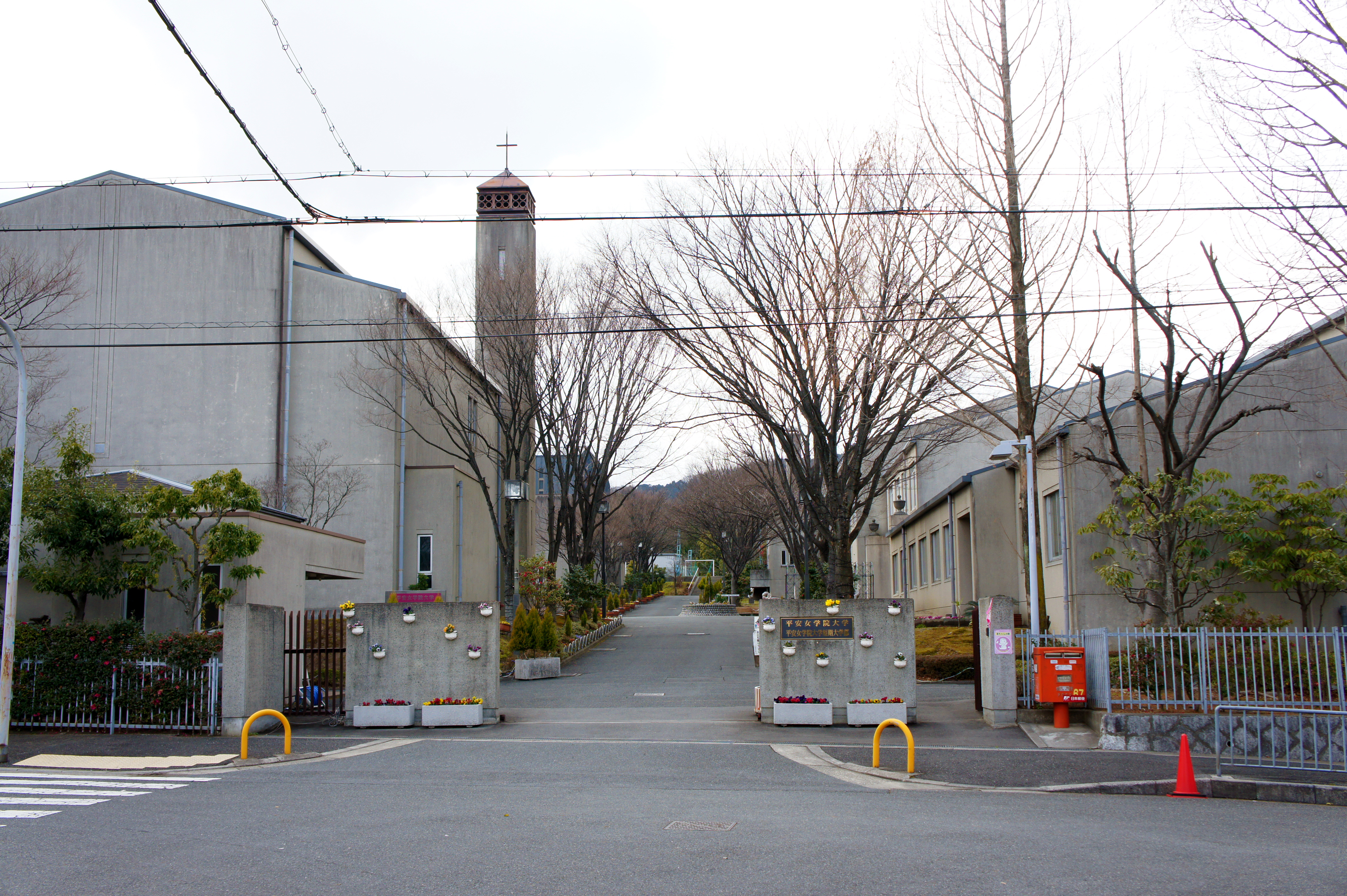
平安女學院大學高槻校區

位於高槻市的高等教育學校包括：大阪醫科大學、大阪藥科大學，此外關西大學和平安女學院大學在此也設有高槻校區。
大阪醫科大學和大阪藥科大學所隸屬的學校法人大阪醫科藥科大學還設有中學、高中一貫體系的高槻中學校、高等學校，關西大學在此也設有自小學、中學到高中一貫教學體系的關西大學初等部、中等部、高等部。

## 姊妹、友好城市

### 日本
- 益田市（德島縣）
1971年高槻市與匹見町（日语：匹見町）締結為姊妹城市，匹見町於2004年與周邊行政區劃合併為益田市後，2008年益田市與高槻市再次簽訂為姊妹城市。
- 若狹町（福井縣）
1993年高槻市與三方町（日语：三方町）締結為姊妹城市，三方町於2005年與周邊行政區劃合併為若狹町後，2008年若狹町與高槻市再次簽訂為姊妹城市。

### 海外
- 马尼拉（菲律宾首都區）
由於馬尼拉為高槻藩領主高山右近過世的地點，兩地因此締結。
- 常州市（中國江蘇省）
- 图文巴（澳大利亞昆士蘭州）

## 本地出身知名人
- 高碕达之助：政治家、企業家。
- 森下佳子：森下佳子
- 織田信成：花式滑冰選手
- 倉田秋：足球選手
- 佐野優子：排球運動員
- 西紀寬：足球選手
- 二川孝廣：足球選手
- 杉山弘一：足球選手
- 黑木華：演員
- 田村亮：搞笑藝人
- 中田敦彥：搞笑藝人
- 廣瀨正志：配音員
- 福山潤：配音員
- 大空直美：配音員
- 松田利冴：配音員
- 松田颯水：配音員
- 槙原敬之：流行創作歌手與製作人
- 村上信五：歌手、演員
- 水谷優子：配音員

## 外部連結
- （日語） 高槻市觀光協會 （页面存档备份，存于）